# Erik Hjelm
Erik Hjelm (Alingsås, 22 maggio 1893 – Jonsered, 30 giugno 1975) è stato un calciatore svedese, di ruolo attaccante.

## Carriera

### Nazionale
Con la sua Nazionale prese parte ai Giochi olimpici del 1920.

## Palmarès

### Club

#### Competizioni nazionali
- Campionato svedese: 1

IFK Göteborg: 1918
- Svenska Serien: 5

IFK Göteborg: 1913, 1914, 1915, 1916, 1917, 1918
- Fyrkantserien: 2

IFK Göteborg: 1918, 1919
- Svenska Mästerskapet: 1

IFK Göteborg: 1918